# Список эпизодов телесериала «Сообщество»
Список серий американского комедийного телесериала «Сообщество», выходившего в эфир на телеканале NBC с 17 сентября 2009 года по 17 апреля 2014 года и на Yahoo! Screen с 17 марта по 2 июня 2015 года.

## Обзор сезонов
| Сезон | Серии | Серии | Даты показа      | Даты показа     | Даты показа   |
| Сезон | Серии | Серии | Первая серия     | Последняя серия | Канал         |
| ----- | ----- | ----- | ---------------- | --------------- | ------------- |
| 1     | 25    | 25    | 17 сентября 2009 | 20 мая 2010     | NBC           |
| 2     | 24    | 24    | 23 сентября 2010 | 12 мая 2011     | NBC           |
| 3     | 22    | 22    | 22 сентября 2011 | 17 мая 2012     | NBC           |
| 4     | 13    | 13    | 7 февраля 2013   | 9 мая 2013      | NBC           |
| 5     | 13    | 13    | 2 января 2014    | 17 апреля 2014  | NBC           |
| 6     | 13    | 13    | 17 марта 2015    | 2 июня 2015     | Yahoo! Screen |

## Список серий

### Сезон 1 (2009-10)
| № общий | № в сезоне | Название                                                                | Режиссёр                 | Автор сценария               | Дата премьеры    | Произв. код | Зрители в США (млн) |
| --- | ---------- | ----------------------------------------------------------------------- | ------------------------ | ---------------------------- | ---------------- | ----------- | ------------------- |
| 1 | 1          | «Pilot» «Пилот»                                                         | Энтони Руссо и Джо Руссо | Дэн Хармон                   | 17 сентября 2009 | 100         | 7,89                |
| Недавно исключённый из коллегии адвокатов из-за отсутствия диплома Джеффри Уингер (Джоэл Макхейл), вынужден посещать общественный колледж Гриндейл, чтобы получить законную юридическую степень; он планирует использовать свою дружбу с бывшим клиентом профессором Иэном Дунканом (Джон Оливер), чтобы получить ответы на тест. Чтобы переспать с привлекательной однокурсницей Бриттой Перри (Джиллиан Джейкобс), он собирает учебную группу по испанскому; Бритта приглашает Эбеда Надира (Дэнни Пуди) присоединится к группе, который в свою очередь приглашает однокурсников Троя Барнса (Дональд Гловер), Энни Эдисон (Элисон Бри), Ширли Беннетт (Иветт Николь Браун) и Пирса Хоторна (Чеви Чейз). |            |                                                                         |                          |                              |                  |             |                     |
| 2 | 2          | «Spanish 101» «Испанский 101»                                           | Джо Руссо                | Дэн Хармон                   | 24 сентября 2009 | 101         | 5,39                |
| Студенты курса испанского разбиваются на пары, чтобы сочинить простые диалоги; Джефф оказывается в паре с Пирсом после того, как попытки быть в паре с Бриттой проваливаются. Ширли и Энни организовывают студенческий протест после того, как Бритта рассказывает им о том, что правительство Гватемалы преследует журналистов. |            |                                                                         |                          |                              |                  |             |                     |
| 3 | 3          | «Introduction to Film» «Введение в фильм»                               | Энтони Руссо             | Тим Хоберт и Джон Поллак     | 1 октября 2009   | 102         | 5,86                |
| Джефф записывается на курс, где очень легко получить зачёт: профессор Уитмен (Джон Майкл Хиггинс) требует для этого только «жить настоящим»; вскоре Джефф понимает, что всё не так просто, как кажется. Тем временем Бритта помогает Эбеду, заплатив за его кинематографический курс, что приводит к неожиданным последствиям. |            |                                                                         |                          |                              |                  |             |                     |
| 4 | 4          | «Social Psychology» «Социальная психология»                             | Энтони Руссо             | Лиз Каковски                 | 8 октября 2009   | 104         | 4,87                |
| Джефф начинает дружить с Ширли на почве их взаимного отвращения к хиппи Вону (Эрик Кристиан Олсен), новому парню Бритты. Несмотря на попытки доказать Бритте, что они могут быть друзьями, он не может не поделиться стихотворением, написанным Воном для Бритты; это становится причиной раскола в группе. Тем временем Энни помогает профессору Дункану провести тест на терпение (среди испытуемых Эбед, Трой и сеньор Ченг). |            |                                                                         |                          |                              |                  |             |                     |
| 5 | 5          | «Advanced Criminal Law» «Расширенное уголовное право»                   | Джо Руссо                | Эндрю Гэст                   | 15 октября 2009  | 105         | 5,01                |
| Сеньор Ченг обнаруживает, что кто-то списывал на тесте по испанскому; он угрожает поставить всем незачёт, если виновный не признается в течение 24-х часов. Оказывается, что шпаргалку сделала Бритта, и когда ей грозит исключение из колледжа, Джефф вызывается защищать её на дисциплинарном слушание. Тем временем Энни просит Пирса написать для Гриндейла новый гимн, а Эбед, пытаясь подшутить над Троем, притворяется инопланетянином. |            |                                                                         |                          |                              |                  |             |                     |
| 6 | 6          | «Football, Feminism and You» «Футбол, феминизм и ты»                    | Джо Руссо                | Хилари Уинстон               | 22 октября 2009  | 103         | 5,18                |
| Декан шантажирует Джеффа, требуя, чтобы тот убедил Троя вступить в футбольную команду Гриндейла, что вызывает возмущение Энни. Ширли учит Бритту надлежащему этикету походов в дамскую туалетную комнату. Пирс и декан изобретают новый школьный талисман — Человека Гриндейла. |            |                                                                         |                          |                              |                  |             |                     |
| 7 | 7          | «Introduction to Statistics» «Введение в статистику»                    | Джастин Лин              | Тим Хоберт и Джон Поллак     | 29 октября 2009  | 106         | 5,32                |
| Энни устраивает вечеринку в стиле Дня мёртвых в честь Хэллоуина. Джефф ухаживает за профессором Мишель Слейтер, которая ведёт его курс статистического анализа, что расстраивает Ширли, но не Бритту. На вечеринке Пирс принимает таблетки Звезданутого, после чего ему требуется помощь Джеффа и Эбеда. |            |                                                                         |                          |                              |                  |             |                     |
| 8 | 8          | «Home Economics» «Домоводство»                                          | Энтони Руссо             | Лорен Померанц               | 5 ноября 2009    | 107         | 5,45                |
| Джеффа выселяют из его апартаментов и он временно переезжает жить к Эбеду, пока Бритта не убеждает его смириться и начать поиск квартиры. Энни помогает Трою подготовиться к свиданью с другой девушкой, а Пирс ненадолго присоединяется к группе Вона. |            |                                                                         |                          |                              |                  |             |                     |
| 9 | 9          | «Debate 109» «Дебаты 109»                                               | Джо Руссо                | Тим Хоберт                   | 12 ноября 2009   | 109         | 5,09                |
| Декан упрашивает Джеффа присоединиться к Энни на дебатах, где они будут соревноваться с звёздным оппонентом Джереми Симмонсом, доказывая, является ли человек по своей сути злым или добрым. Последние студенческие фильмы Эбеда кажутся пророческими, что пугает Ширли, которой Эбед предсказывает нападение оборотня. Пирс предлагает свои услуги Бритте в качестве гипнотерапевта, чтобы помочь ей бросить курить. |            |                                                                         |                          |                              |                  |             |                     |
| 10 | 10         | «Environmental Science» «Экология»                                      | Сет Гордон               | Зак Пэз                      | 19 ноября 2009   | 108         | 4,86                |
| Джефф начинает дружить с сеньором Ченгом и помогает ему вернуть жену. Пирс помогает Ширли с её выступлением на публике. Эбед и Трой работают над экспериментом по биологии. |            |                                                                         |                          |                              |                  |             |                     |
| 11 | 11         | «The Politics of Human Sexuality» «Политика человеческой сексуальности» | Энтони Руссо             | Хилари Уинстон               | 3 декабря 2009   | 110         | 5,42                |
| Энни и декан устраивают вечеринку, которая должна повысить информированность о ЗППП. Бритта и Ширли помогают Энни подготовиться к демонстрации надевания презервативов на манекене. Трой и Эбед соревнуются, чтобы выяснить, кто из них лучший спортсмен, а Джефф и Пирс отправляются на двойное свидание. |            |                                                                         |                          |                              |                  |             |                     |
| 12 | 12         | «Comparative Religion» «Сравнительное религиоведение»                   | Адам Дэвидсон            | Лиз Каковски                 | 10 декабря 2009  | 111         | 5,51                |
| Ширли планирует Рождественскую вечеринку для учебной группы, надеясь отпраздновать её по христианским обычаям, однако неожиданно узнаёт, что все её друзья исповедуют разные религии: Энни — еврейка, Абед — мусульманин, Трой — свидетель Иеговы, Бритта — атеистка, Джефф — агностик, а Пирс состоит в секте, но верит, что он буддист. Тем временем Джефф забивает стрелку Майку (Энтони Майкл Холл), который достаёт Эбеда в кафетерии. |            |                                                                         |                          |                              |                  |             |                     |
| 13 | 13         | «Investigative Journalism» «Журналистское расследование»                | Джо Руссо                | Джон Поллак и Тим Хоберт     | 14 января 2010   | 113         | 5,42                |
| Учебная группа возвращается в колледж после зимних каникул и понимает, что новый студент по имени Бадди (Джек Блэк) самовольно присоединился к их группе, и теперь они должны решить, разрешить ли новенькому остаться. Между тем декан Пелтон (Джим Раш) заставляет Джеффа стать новым редактором гриндейлской газеты «Отражение», в которой Энни хочет напечатать статью о существующей в колледже картотеке по расовому принципу. |            |                                                                         |                          |                              |                  |             |                     |
| 14 | 14         | «Interpretive Dance» «Интерпретирующий танец»                           | Джастин Лин              | Лорен Померанц               | 21 января 2010   | 112         | 4,73                |
| Джефф пытается сохранить свои отношения с профессором Слейтер (Лорен Стемайл) в секрете от группы, но в конце концов они обнаруживают правду. Тем временем Бритта и Трой пытаются скрывать от группы, что они ходят в кружок степа. |            |                                                                         |                          |                              |                  |             |                     |
| 15 | 15         | «Romantic Expressionism» «Романтический экспрессионизм»                 | Джо Руссо                | Эндрю Гэст                   | 4 февраля 2010   | 115         | 5,23                |
| Бритта и Джефф сговариваются развести Вона и Энни, пытаясь возродить в последней былые чувства к Трою. Тем временем Пирс пытается придумать хорошие шутки для вечера плохих фильмов с Троем и Эбедом. |            |                                                                         |                          |                              |                  |             |                     |
| 16 | 16         | «Communication Studies» «Навык коммуникации»                            | Адам Дэвидсон            | Крис МаКенна                 | 11 февраля 2010  | 116         | 5,15                |
| В день святого Валентина Бритта напивается и пьяное сообщение Джеффу на автоответчик с признанием в симпатии; Эбед замечает, что Бритта утратила уверенность в общении с Джеффом, и теперь Джеффу надо отправить ей такое же сообщение, чтобы восстановить баланс. Энни и Ширли пытаются подшутить над сеньором Ченгом после того, как тот ставит Троя и Пирса в неловкое положение во время урока. |            |                                                                         |                          |                              |                  |             |                     |
| 17 | 17         | «Physical Education» «Физическое образование»                           | Энтони Руссо             | Джесси Миллер                | 4 марта 2010     | 118         | 5,06                |
| Джефф с нетерпением ожидает урок бильярда, однако все его надежды испаряются, когда инструктор требует надевать одежду, которая, по мнению Джеффа, не соответствует его стилю; это приводит к соревнованию на бильярде между ними. Энни, Бритта и Ширли находят рисунок, напоминающий Эбеда, в учебнике по испанскому, принадлежащий девушке и начинают увлечённо искать его автора. |            |                                                                         |                          |                              |                  |             |                     |
| 18 | 18         | «Basic Genealogy» «Основы генеалогии»                                   | Кен Уиттингем            | Кэри Дорнетто                | 11 марта 2010    | 117         | 4,70                |
| Во время «семейного дня» в Гриндейле Пирс пытается наладить отношения со своей бывшей падчерицей Эмбер (Кэтрин Макфи), на которую западает Джефф. Бритту хлестает тростником бабушка Троя, сыновья Ширли вызывают хаос в семье Эбеда. |            |                                                                         |                          |                              |                  |             |                     |
| 19 | 19         | «Beginner Pottery» «Введение в гончарство»                              | Энтони Руссо             | Хилари Уинстон               | 18 марта 2010    | 114         | 5,21                |
| Джефф записывается на начальный курс гончарства, который ведёт человек (Тони Хейл) только с одним правилом: никакого изображения любовной сцены у гончарного круга из «Привидения»; курс усложняется навязчивой идеей Джеффа доказать, что один талантливый одноклассник — не новичок. Ширли и другие записываются на курс по лодкам, который ведёт адмирал Слотер (Ли Мэйджорс) на стоянке колледжа, однако курс оказывается не таким простым, как казалось в начале. |            |                                                                         |                          |                              |                  |             |                     |
| 20 | 20         | «The Science of Illusion» «Наука иллюзии»                               | Адам Дэвидсон            | Зак Пэз                      | 25 марта 2010    | 122         | 5,07                |
| Бритта хочет разыграть сеньора Ченга на первое апреля, однако розыгрыш идёт не так, как планировалось, и влечёт за собой цепную реакцию, которая затрагивает весь кампус. Энни и Ширли становятся охранниками на кампусе, причём обе они хотят быть «плохим полицейским». |            |                                                                         |                          |                              |                  |             |                     |
| 21 | 21         | «Contemporary American Poultry» «Современная американская птица»        | Тристрам Шапиро          | Эмили Катлер и Кэри Дорнетто | 22 апреля 2010   | 123         | 3,67                |
| План Джеффа получить куриные палочки для учебной группы из кафетерия быстро вырастет до мафиозной организации, контролирующей всю курицу на кухне. Эбед комментирует всё происходящее за кадром, а сам эпизод содержит отсылки к гангстерским фильмам «Крёстный отец» и «Славные парни». |            |                                                                         |                          |                              |                  |             |                     |
| 22 | 22         | «The Art of Discourse» «Искусство рассуждать»                           | Адам Дэвидсон            | Крис МакКенна                | 29 апреля 2010   | 124         | 4,36                |
| Ширли вынуждает учебную группу выгнать Пирса; Джефф и Бритта пытаются отомстить группе старшеклассников, которые высмеивают то, что они ходят в общественный колледж в их возрасте; Трой помогает Эбеду выполнить некоторые клишированные из фильмов пункты из списка целей. |            |                                                                         |                          |                              |                  |             |                     |
| 23 | 23         | «Modern Warfare» «Современная военное искусство»                        | Джастин Лин              | Эмили Катлер                 | 6 мая 2010       | 119         | 4,35                |
| После того, как декан объявляет приз за игру в пейнтбол, Гриндейл погружается в состояние тотальной пейнтбольной войны, в которой каждый студент хочет стать победителем. Во время хаоса учебная группа Джеффа объединяется, чтобы подольше продержаться в игре. Между тем Джефф и Бритта противостоят их неразрешенному сексуальному напряжению. |            |                                                                         |                          |                              |                  |             |                     |
| 24 | 24         | «English as a Second Language» «Английский как второй язык»             | Гейл Манкусо             | Тим Хоберт                   | 13 мая 2010      | 120         | 4,49                |
| Сеньор Ченг рассказывает Джеффу, что у него нет диплома преподавателя, и спрашивает того, где он достал свой. Когда декан узнаёт о секрете Ченга, курс испанского берёт намного более строгий преподаватель. Тем временем Трой обнаруживает в себе дар по ремонту сантехники, и должен противостоять уговорам ремонтника (Джерри Майнор), который хочет, чтобы тот стал водопроводчиком. Когда все вынуждены пересдавать испанский, Джефф понимает, что это Энни сдала Ченга, случайно записав разговор Ченга и Джеффа на диктофон. |            |                                                                         |                          |                              |                  |             |                     |
| 25 | 25         | «Pascal’s Triangle Revisited» «Треугольник Паскаля повторяется»         | Джо Руссо                | Хилари Уинстон               | 20 мая 2010      | 121         | 4,41                |
| Бритта номинирована на «Переводную королеву» Переводной церемонии; профессор Мишель Слейтер хочет снова встречаться с Джеффом, что вызывает ревность Бритты; отец Троя просит его съехать и Трой надеется переехать к Эбеду, но когда тот отказывает, Пирс предлагает Трою переехать к нему; Энни планирует переехать в Делавэр со своим парнем Воном. Тем временем Ченг ищет возможность избить профессора Дункана за насмешки, но так, чтобы не вылететь из колледжа, где он теперь студент. |            |                                                                         |                          |                              |                  |             |                     |

### Сезон 2 (2010-11)
| № общий | № в сезоне | Название                                                                                        | Режиссёр          | Автор сценария                 | Дата премьеры    | Произв. код | Зрители в США (млн) |
| --- | ---------- | ----------------------------------------------------------------------------------------------- | ----------------- | ------------------------------ | ---------------- | ----------- | ------------------- |
| 26 | 1          | «Anthropology 101» «Антропология 101»                                                           | Джо Руссо         | Крис МакКенна                  | 23 сентября 2010 | 201         | 5,01                |
| В общественном колледже Гриндейл возобновляются занятия; учебная группа берёт новый курс — антропологию — который преподаёт Джун Бауэр (Бетти Уайт), уважаемая, но ушлая профессор антропологии. Джефф сталкивается с последствиями прошлогодней Переводной церемонии, где Бритта призналась ему в любви, а сам он поцеловался с Энни. Сеньор Ченг решает вернуться в Гриндейл в качестве студента. |            |                                                                                                 |                   |                                |                  |             |                     |
| 27 | 2          | «Accounting for Lawyers» «Бухгалтерский учет для юристов»                                       | Джо Руссо         | Эмили Катлер                   | 30 сентября 2010 | 203         | 4,53                |
| Джефф вновь встречается со своим бывшим коллегой по юридической фирме Аланом Коннором (Роб Кордри) и обнаруживает, что некоторые из его старых привычек и манера общения возвращаются. Джефф идёт на мероприятие в юридической фирме, чтобы встретиться со своим бывшем боссом Тедом (Дрю Кэри), однако появляется учебная группа, чтобы его «спасти». Пока Энни, Эбед и Трой ищут компромат на Алана, Джефф пытается заставить друзей не вмешиваться в его жизнь. |            |                                                                                                 |                   |                                |                  |             |                     |
| 28 | 3          | «The Psychology of Letting Go» «Психология смирения»                                            | Энтони Руссо      | Хилари Уинстон                 | 7 октября 2010   | 202         | 4,20                |
| После смерти матери Пирса учебная группа собирается вместе, чтобы утешить, однако оказывается, что Пирс отрицает её смерть в соответствии с концепцией его религии, больше напоминающей секту. Джеффу сообщают о повышенном уровне холестерина; это приводит его в бешенство, так как он всегда придерживался здорового питания и занимался спортом. Тем временем профессор Дункан пытается вести курс антропологии, Бритта и Энни спорят о методах сбора средств для ликвидации нефтяных пятен в океане. |            |                                                                                                 |                   |                                |                  |             |                     |
| 29 | 4          | «Basic Rocket Science» «Фундаментальное ракетостроение»                                         | Энтони Руссо      | Энди Боброу                    | 14 октября 2010  | 204         | 4,81                |
| Декан Пелтон приобретает для Гриндейла имитатор космического полёта после того, как Городской колледж объявляет о своём собственном. Учебная группа оказывается в ловушке в симуляторе, поскольку его отбуксировали из кампуса. Эбед остаётся в колледже и пытается вернуть их назад. |            |                                                                                                 |                   |                                |                  |             |                     |
| 30 | 5          | «Messianic Myths and Ancient Peoples» «Мессианские мифы и древние народы»                       | Тристрам Шапиро   | Эндрю Гэст                     | 21 октября 2010  | 205         | 4,46                |
| Ширли хочет снять религиозный фильма; прочитав Библию, Эбед с большим энтузиазмом и хочет помочь ей с фильмом, однако когда Ширли слышит его идею (сравнение кинорежиссёра с Иисусом, а его камеру — с Богом), она отказывается участвовать в проекте. Тем временем Пирс изо всех сил старается примириться с тем, что является самым старым членом учебной группы, и вступает в другую группу студентов его возраста, известную в кампусе как «хипстеры». |            |                                                                                                 |                   |                                |                  |             |                     |
| 31 | 6          | «Epidemiology» «Эпидемиология»                                                                  | Энтони Хэмингуэй  | Кэри Дорнетто                  | 28 октября 2010  | 206         | 5,64                |
| Пирс и несколько других студентов Гриндейла съедают биологически опасную еду на Хэллоуинской вечеринке в колледже; сначала у них появляются симптомы гриппа, а затем они начинают превращаться в зомби. Незаражённые члены учебной группы должны найти способ обратить превращение, чтобы спасти себя и колледж. |            |                                                                                                 |                   |                                |                  |             |                     |
| 32 | 7          | «Aerodynamics of Gender» «Аэродинамика полов»                                                   | Тристрам Шапиро   | Адам Каунти                    | 4 ноября 2010    | 207         | 4,61                |
| После столкновения с группой «дрянных девчонок» во главе с Меган (Хилари Дафф), Бритта, Ширли и Энни превращают Эбеда в самую настоящую «дрянную девчонку», чтобы отомстить Меган и её подружкам. Тем временем под руководством садовника (Мэтт Уолш) Джефф и Трой постигают дзеноподобную духовность, прыгая на нелегальном батуте в саду кампуса. |            |                                                                                                 |                   |                                |                  |             |                     |
| 33 | 8          | «Cooperative Calligraphy» «Совместная каллиграфия»                                              | Джо Руссо         | Меган Ганц                     | 11 ноября 2010   | 208         | 4,53                |
| Когда очередная ручка Энни пропадает, она подозревает, что один из членов учебной группы — вор. Джефф берёт на себя инициативу в поиске ручки во всех возможных местах аудитории; группа идёт на принцип, чтобы раскрыть тайну постоянно пропадающих ручек Энни. Тем временем Трой и Эбед жаждут уйти, чтобы попасть на «Парад щенков Гриндейла». |            |                                                                                                 |                   |                                |                  |             |                     |
| 34 | 9          | «Conspiracy Theories and Interior Design» «Теория заговоров и дизайн интерьера»                 | Адам Дэвидсон     | Крис МакКенна                  | 18 ноября 2010   | 210         | 4,41                |
| Когда декан Пелтон начинает проверять расписания занятий, он обнаруживает, что Джефф указал класс, которого не существует. Когда Джеффа припирают к стенке, появляется таинственный «профессор Профессорсон» (Кевин Корриган), который подтверждает, что Джефф — слушатель его курса «Теория заговора в истории США» в вечерней школе. Когда Джефф позже признается Энни, что он никогда прежде не видел профессора Профессорсона; они решают выяснить, кто же он на самом деле. Тем временем Эбед и Трой заняты строительством самого большого форта из одеял и подушек, который когда-либо видел Гриндейл. |            |                                                                                                 |                   |                                |                  |             |                     |
| 35 | 10         | «Mixology Certification» «Сертифицированная миксология»                                         | Джей Чандрашекхар | Энди Боброу                    | 2 декабря 2010   | 209         | 4,55                |
| Когда учебная группа собирается отпраздновать день рождения Троя, они понимают, что на самом деле ему исполняется 21 год и он теперь может ходить в бары. В то время как Джефф и Бритта напиваются и дурачатся, Ширли собирает компрометирующие её фотографии, которые развешаны по всему бару. Энни попадает в бар по поддельному удостоверению личности, а Эбед общается с другим сай-фай гиком (Пол Ф. Томпкинс). |            |                                                                                                 |                   |                                |                  |             |                     |
| 36 | 11         | «Abed’s Uncontrollable Christmas» «Неконтролируемое Рождество Эбеда»                            | Дьюк Джонсон      | Дино Стаматопулос и Дэн Хармон | 9 декабря 2010   | 222         | 4,29                |
| Эбед просыпается в кукольном анимированном мире и воспринимает это как знак того, что он и учебная группа должны вновь открыть смысл Рождества. Тем временем Джефф и Бритта становятся всё больше озабочены психическим здоровьем Эбеда и заручаются помощью профессора Дункана. |            |                                                                                                 |                   |                                |                  |             |                     |
| 37 | 12         | «Asian Population Studies» «Исследование популяции жителей Азии»                                | Энтони Руссо      | Эмили Катлер                   | 20 января 2011   | 211         | 4,73                |
| Группа обсуждает, может ли новый ухажёр Энни (Грег Кромер) или Ченг присоединиться к их учебной группе. Ширли объявляет большие — её бывший муж Андре (Малькольм-Джамал Уорнер) возвращается. |            |                                                                                                 |                   |                                |                  |             |                     |
| 38 | 13         | «Celebrity Pharmacology» «Фармакология знаменитостей»                                           | Фред Госс         | Хилари Уинстон                 | 27 января 2011   | 212         | 4,59                |
| Энни убеждает учебную группу поставить для учеников средней школу спектакль, агитирующий против наркотиков; однако желание Пирса получить лучшую роль портит весть посыл постановки. Тем временем Ченг пытается поговорить с Ширли, а шутка Джеффа с телефоном Бритты ставит его в неловкое положение. |            |                                                                                                 |                   |                                |                  |             |                     |
| 39 | 14         | «Advanced Dungeons & Dragons» «Продвинутые „Подземелья и драконы“»                              | Джо Руссо         | Эндрю Гэст                     | 3 февраля 2011   | 214         | 4,37                |
| Джефф приглашает «Толстого Нила» (Чарли Кунтц) сыграть в игру «Подземелья и драконы» с остальной частью учебной группы, надеясь повысить его уверенность в себе. Когда Пирс узнаёт, что его не пригласили, он всё равно присоединяется, нарушая планы группы. |            |                                                                                                 |                   |                                |                  |             |                     |
| 40 | 15         | «Early 21st Century Romanticism» «Романтизм начала XXI века»                                    | Стивен Спранг     | Кэри Дорнетто                  | 10 февраля 2011  | 213         | 3,81                |
| В день святого Валентина Эбед и Трой сражаются за новою библиотекаршу колледжа; Бритта знакомится с девушкой, которая, по её мнению, лесбиянка. Джефф вынужден устроить вечеринку в своей квартире, когда профессор Дункан (Джон Оливер) приглашает его к себе для просмотра футбола. |            |                                                                                                 |                   |                                |                  |             |                     |
| 41 | 16         | «Intermediate Documentary Filmmaking» «Продвинутое документальное кино»                         | Джо Руссо         | Меган Ганц                     | 17 февраля 2011  | 215         | 4,11                |
| Пирс притворяется умирающим и делает учебной группе якобы прощальные подарки, которые на самом деле должны причинять страдания получателям. Бритта задаётся вопросом, что делать с пустым чеком на «благотворительность», Джефф размышляет о встрече с отцом, а Трой встречается с Леваром Бертоном; Эбед снимает всё это для документального фильма. |            |                                                                                                 |                   |                                |                  |             |                     |
| 42 | 17         | «Intro to Political Science» «Введение в политологию»                                           | Джей Чандрашекхар | Адам Каунти                    | 24 февраля 2011  | 216         | 3,79                |
| Перед приездом в Гриндейл вице-президента, декан Пелтон срочно организует выборы главы студсовета, которые Энни намерена выиграть (другими кандидатами являются Джефф, Леонард и Звезданутый). Тем временем Эбед заводит отношения с агентом секретной службы (Элиза Куп). |            |                                                                                                 |                   |                                |                  |             |                     |
| 43 | 18         | «Custody Law and Eastern European Diplomacy» «Закон об опеке и восточно-европейская дипломатия» | Энтони Руссо      | Энди Боброу                    | 17 марта 2011    | 217         | 4,15                |
| Учебная группа организует беби-шауэр для Ширли, а она, тем временем, пытается держать Ченга на расстоянии. Бритта увлекается новым другом Эбеда и Троя, Луккой (Энвер Джокай), у которого есть тёмное прошлое. |            |                                                                                                 |                   |                                |                  |             |                     |
| 44 | 19         | «Critical Film Studies» «Критическое исследование фильмов»                                      | Ричард Айоади     | Сона Пэнос                     | 24 марта 2011    | 218         | 4,46                |
| Джефф планирует сюрприз на день рождения Эбеда — вечеринку в ресторане в стиле «Криминального чтива». Без ведома остальной части группы Эбед приглашает Джеффа в другой ресторан в стиле «Моего ужина с Андре». |            |                                                                                                 |                   |                                |                  |             |                     |
| 45 | 20         | «Competitive Wine Tasting» «Конкурентная дегустация вин»                                        | Джо Руссо         | Эмили Катлер                   | 14 апреля 2011   | 219         | 3,49                |
| Учебная группа выбирает факультативы для второго семестра. Бритта и Трой идут в актёрский класс, а Абед берёт курс, изучающий ситком 1980-х годов «Кто здесь босс?», который ведёт профессор Шеффилд (Стивен Тоболовски), написавший на эту тему книгу. Тем временем, Джефф и Пирс берут класс дегустации вин, где Пирс встречает таинственную китаянку по Ву Мэй (Мишель Крусик), которая соглашается выйти замуж за Пирса; Джефф не верит Ву Мэй и пытается понять, что происходит на самом деле. |            |                                                                                                 |                   |                                |                  |             |                     |
| 46 | 21         | «Paradigms of Human Memory» «Парадигмы человеческой памяти»                                     | Тристрам Шапиро   | Крис МакКенна                  | 21 апреля 2011   | 220         | 3,17                |
| Учебная группа делает свою 20-ю и последнюю диораму для курса антропологии, и вспоминает о своих любимых моментах за прошедший год (события не отражены в предыдущих эпизодах). Во время этого всплывает воспоминание о Джеффе и Бритте годичной давности, которое грозит разлучить группу. Тем временем Ченг охотится за обезьянкой Сиськи Энни в вентиляции. |            |                                                                                                 |                   |                                |                  |             |                     |
| 47 | 22         | «Applied Anthropology and Culinary Arts» «Прикладная антропология и кулинарное искусство»       | Джей Чандрашекхар | Кэри Дорнетто                  | 28 апреля 2011   | 221         | 3,35                |
| Когда учебная группа готовится сдавать экзамен по антропологии, Ширли начинает рожать; группа выясняет кто чем может помочь в этом деле. Между тем, во время Фестиваля мировой кухни на стоянке начинается бунт. |            |                                                                                                 |                   |                                |                  |             |                     |
| 48 | 23         | «A Fistful of Paintballs» «Пригоршня пейнтбольных шариков»                                      | Джо Руссо         | Эндрю Гэст                     | 5 мая 2011       | 223         | 3,49                |
| Студенты Гриндейла празднуют свой последний день в колледже перед каникулами пикником с барбекю. Декан Пелтон объявляет о старте игры в пейнтбол; студенты быстро разбиваются на группы и формируют альянсы. Во время игры в кампусе появляется загадочный стрелок (Джош Холлоуэй). |            |                                                                                                 |                   |                                |                  |             |                     |
| 49 | 24         | «For a Few Paintballs More» «Еще несколько пейнтбольных шариков»                                | Джо Руссо         | Хилари Уинстон                 | 12 мая 2011      | 224         | 3,32                |
| Игра в пейнтбол продолжается и принимает драматический оборот, когда в игру вступают новые участники. Учебная группа понимает, что несмотря на разногласия по поводу стратегии, они должны объединиться, чтобы победить врага. |            |                                                                                                 |                   |                                |                  |             |                     |

### Сезон 3 (2011-12)
| № общий | № в сезоне | Название                                                                                       | Режиссёр          | Автор сценария                  | Дата премьеры    | Произв. код | Зрители в США (млн) |
| --- | ---------- | ---------------------------------------------------------------------------------------------- | ----------------- | ------------------------------- | ---------------- | ----------- | ------------------- |
| 50 | 1          | «Biology 101» «Биология 101»                                                                   | Энтони Руссо      | Гарретт Донован и Нил Голдман   | 22 сентября 2011 | 301         | 3,93                |
| Учебная группа решает вместе взять курс биологии, однако для Пирса свободного места не хватает. Джефф быстро становится врагом для профессора (Майкл К. Уильямс) и его выгоняют. Между тем, декан Пелтон сталкивается с новым соперником в лице вице-декана Лейборн (Джон Гудмен) из небезызвестного крыла по починке кондиционеров. |            |                                                                                                |                   |                                 |                  |             |                     |
| 51 | 2          | «Geography of Global Conflict» «География глобального конфликта»                               | Джо Руссо         | Энди Боброу                     | 29 сентября 2011 | 302         | 3,98                |
| Состязание моделей ООН сталкивает Энни с конкуренткой, которая весьма напоминает её саму; тем временем Бритта начинает протестовать на кампусе, что сталкивает её лоб в лоб с недавно назначенным охранником Ченгом. |            |                                                                                                |                   |                                 |                  |             |                     |
| 52 | 3          | «Remedial Chaos Theory» «Корректирующая теория хаоса»                                          | Джефф Мелман      | Крис МакКенна                   | 13 октября 2011  | 303         | 3,78                |
| Новоселье Троя и Эбеда превращается в сюрреалистический постмодернистский мир с параллельными реальностями; каждая реальность показывает перемены в сюжете из-за отсутствия одного из героев (например, без Троя группа погружается в хаос, а без Джеффа группа веселится). Эпизод номинирован на премию «Хьюго» за лучшую постановку. |            |                                                                                                |                   |                                 |                  |             |                     |
| 53 | 4          | «Competitive Ecology» «Конкурентная экология»                                                  | Энтони Руссо      | Мэгги Бандур                    | 6 октября 2011   | 304         | 3,35                |
| Пока учебная группа разбивается по парам, чтобы построить террариум, Ченг наслаждается своей воображаемой ролью нуарного детектива. |            |                                                                                                |                   |                                 |                  |             |                     |
| 54 | 5          | «Horror Fiction in Seven Spooky Steps» «Ужастик за семь жутких шагов»                          | Тристрам Шапиро   | Дэн Хармон                      | 27 октября 2011  | 305         | 3,42                |
| Чтобы определить в учебной группе человека с психическими отклонениями (который в данном случае, по-видимому, является социопатом), Бритта заставляет группу рассказывать страшные истории. |            |                                                                                                |                   |                                 |                  |             |                     |
| 55 | 6          | «Advanced Gay» «Продвинутое изучение геев»                                                     | Джо Руссо         | Мэтт Мюррей                     | 3 ноября 2011    | 306         | 3,84                |
| Пирс устраивает вечеринку, чтобы отпраздновать свой успех в бизнесе, однако вечеринка становится не очень весёлой, когда приходит его пожилой отец. |            |                                                                                                |                   |                                 |                  |             |                     |
| 56 | 7          | «Studies in Modern Movement» «Исследование современных перемещений»                            | Тристрам Шапиро   | Адам Каунти                     | 10 ноября 2011   | 307         | 3,49                |
| Группа пытается помочь Энни переехать в квартиру к Трою и Эбеду, однако переезд становится напряжённее, когда она расстраивается из-за их образа жизни; декан Пелтон шантажирует Джеффа, чтобы провести с ним день. |            |                                                                                                |                   |                                 |                  |             |                     |
| 57 | 8          | «Documentary Filmmaking: Redux» «Документальное кино: Реклама»                                 | Джо Руссо         | Меган Ганц                      | 17 ноября 2011   | 308         | 3,62                |
| Школьный совет просит декана Пелтон снять новый рекламный ролик для Гриндейла; Эбед начинает снимать документальный фильм о съёмке ролика. |            |                                                                                                |                   |                                 |                  |             |                     |
| 58 | 9          | «Foosball and Nocturnal Vigilantism» «Настольный футбол и ночная бдительность»                 | Энтони Руссо      | Крис Кула                       | 1 декабря 2011   | 309         | 3,74                |
| Джефф и Ширли проводят время вместе, играя в настольный футбол. После того, как Энни ломает специальный выпуск DVD «Тёмного рыцаря», принадлежащего Эбеду, она скрывает содеянное инсценируя ограбление. |            |                                                                                                |                   |                                 |                  |             |                     |
| 59 | 10         | «Regional Holiday Music» «Региональный праздник музыки»                                        | Тристрам Шапиро   | Стив Бэзилоу и Энни Мибейн      | 8 декабря 2011   | 311         | 3,60                |
| Руководитель хора Гриндейла (Таран Киллам) просит учебную группу выступить на праздничном спектакле после того, как хоровой кружок не может выступать. |            |                                                                                                |                   |                                 |                  |             |                     |
| 60 | 11         | «Urban Matrimony and the Sandwich Arts» «Городская свадьба и искусство приготовления сэндвича» | Кайл Ньюачек      | Вера Сантамария                 | 15 марта 2012    | 312         | 4,75                |
| Андре снова делает предложение Ширли; Бритта и Энни начинают готовить свадьбу в ускоренном темпе. Джефф должен написать речь, а Трой и Эбед пытаются стать «нормальными» на время церемонии. Пирс и Ширли пытаются установить свой магазин сэндвичей в столовой. |            |                                                                                                |                   |                                 |                  |             |                     |
| 61 | 12         | «Contemporary Impressionists» «Современные импрессионисты»                                     | Кайл Ньюачек      | Алекс Кули                      | 22 марта 2012    | 310         | 3,87                |
| Джефф испытывает приступ нарциссизма в последней стадии. Учебная группа помогает Эбеду избавиться от долгов, выдавая себя за двойников различных знаменитостей на бар-мицве. |            |                                                                                                |                   |                                 |                  |             |                     |
| 62 | 13         | «Digital Exploration of Interior Design» «Цифровое исследование дизайна интерьера»             | Дэн Икман         | Крис МакКенна                   | 29 марта 2012    | 313         | 3,48                |
| В столовой открывается новый магазин Subway, и Ширли, Пирс и Бритта пытаются закрыть его. Вице-декан Лейборн возвращается, чтобы попытаться заполучить Троя. Трой и Эбед строят конкурирующие форты из одеял и подушек. |            |                                                                                                |                   |                                 |                  |             |                     |
| 63 | 14         | «Pillows and Blankets» «Подушки и одеяла»                                                      | Тристрам Шапиро   | Энди Боброу                     | 5 апреля 2012    | 314         | 3,00                |
| Эпизод снят в стиле документального мини-сериала Кена Бёрнса «Гражданская война»: То, что начинается с казалось бы безобидных разногласий по поводу строительства форта из одеял или подушек, вскоре выливается в тотальную войну в кампусе Гриндейл. Когда оскорбления нанесены, а учебная группа выбирает к кому примкнуть — к Эбеду или Трою — Джефф пытается договориться о перемирии, однако из-за упёртости друзей в своих принципах будущее их дружбы выглядит мрачно. |            |                                                                                                |                   |                                 |                  |             |                     |
| 64 | 15         | «Origins of Vampire Mythology» «Истоки мифологии о вампирах»                                   | Стивен Цутида     | Дэн Хармон                      | 12 апреля 2012   | 315         | 3,09                |
| В город приезжает карнавал, и Бритта заручается помощью учебной группы, чтобы те удержали её подальше от бывшего парня, работающего на карнавале. Вице-декан Лейборн и декан Пелтон объединяются, чтобы попытаться привлечь Троя вступить в крыло по починке кондиционеров. |            |                                                                                                |                   |                                 |                  |             |                     |
| 65 | 16         | «Virtual Systems Analysis» «Виртуальная система анализа»                                       | Тристрам Шапиро   | Мэтт Мюррей                     | 19 апреля 2012   | 316         | 2,77                |
| Когда последний экзамен откладывается, Энни уговаривает Эбеда позволить ей провести некоторое время в его «воображариуме», где невинное моделирование фантастических историй превращается в настоящее испытание для учебной группы. |            |                                                                                                |                   |                                 |                  |             |                     |
| 66 | 17         | «Basic Lupine Urology» «Основная урология люпина»                                              | Роб Шрэб          | Меган Ганц                      | 26 апреля 2012   | 317         | 3,21                |
| В оммаже на «Закон и порядок», учебная группа расследует дело о саботаже их эксперимента по биологии. Когда они обнаруживают преступника, Энни планирует преследовать его по всем правилам «Кодекса поведения Гриндейла». |            |                                                                                                |                   |                                 |                  |             |                     |
| 67 | 18         | «Course Listing Unavailable» «Курс аудирования недоступен»                                     | Тристрам Шапиро   | Тим Саккардо                    | 3 мая 2012       | 318         | 3,20                |
| Звезданутый внезапно умирает, и Бритта настаивает на психологическом сеансе для группы, чтобы использовать свои новоприобретённые навыки из курса психологии, несмотря на то, что никто не огорчён произошедшим. Это мероприятие предсказуемо проваливается, а когда группа обнаруживает, что их курс биологии не будет зачтён, их терпение на поминках однокурсника быстро заканчивается. Тем временем Ченг захватывает кампус и выгоняет учебную группу из колледжа.        |            |                                                                                                |                   |                                 |                  |             |                     |
| 68 | 19         | «Curriculum Unavailable» «Учебная программа недоступна»                                        | Адам Дэвидсон     | Адам Каунти                     | 10 мая 2012      | 319         | 2,99                |
| Когда Эбед настаивает, что декана Пелтона заменили на самозванца, его вынуждают обратиться к психологу (Джон Ходжман), который пытается убедить группу в том, что у них наблюдается общий психоз, а Гриндейл на самом деле психушка. Это приводит к тому, что учебная группа вспоминает о странных событиях, происходивших в Гриндейле посредством серии флешбэков. |            |                                                                                                |                   |                                 |                  |             |                     |
| 69 | 20         | «Digital Estate Planning» «Цифровое планирование помещений»                                    | Адам Дэвидсон     | Мэтт Варбертон                  | 17 мая 2012      | 322         | 2,97                |
| Правая рука покойного отца Пирса Гилберт Лоусон (Джанкарло Эспозито) вызывает его в Хоторн Энтерпрайз, чтобы уладить дело о наследстве. Учебная группа идёт с ним в качестве моральной поддержки, однако вынуждена включиться в компьютерную игру на кону которой наследство Пирса. Бо́льшая часть эпизода анимирована как 8-битная видеоигра. |            |                                                                                                |                   |                                 |                  |             |                     |
| 70 | 21         | «The First Chang Dynasty» «Первая династия Ченга»                                              | Джей Чандрашекхар | Мэтт Фасфелд и Алекс Катбертсон | 17 мая 2012      | 320         | 2,61                |
| Когда Ченг получает контроль над кампусом Гриндейла, учебная группа разрабатывает план, чтобы отвоевать колледж назад. Трой ищет помощи в крыле по починке кондиционеров. |            |                                                                                                |                   |                                 |                  |             |                     |
| 71 | 22         | «Introduction to Finality» «Введение в финал»                                                  | Тристрам Шапиро   | Стив Бэзилоун и Энни Мибейн     | 17 мая 2012      | 321         | 2,48                |
| Джефф и Алан (Роб Кордри) выступают адвокатами противоборствующих сторон по делу о магазине сэндвичей Пирса и Ширли. Трой вступить в крыло по починке кондиционеров и скучает по друзьям, но ему приходится разобраться с неожиданной смертью декана Лейборна. Эбед из вселенной, в которой Джефф выкинул единицу, захватывает контроль над Эбедом и пытается уничтожить оригинальную реальность                                                                              |            |                                                                                                |                   |                                 |                  |             |                     |

### Сезон 4 (2013)
| № общий | № в сезоне | Название                                                                                     | Режиссёр            | Автор сценария                            | Дата премьеры   | Произв. код | Зрители в США (млн) |
| --- | ---------- | -------------------------------------------------------------------------------------------- | ------------------- | ----------------------------------------- | --------------- | ----------- | ------------------- |
| 72 | 1          | «History 101» «История 101»                                                                  | Тристрам Шапиро     | Энди Боброу                               | 7 февраля 2013  | 401         | 3,88                |
| Джефф участвует в состязаниях с стиле голодных игр, чтобы завоевать места для учебной группы на переполненном курсе «История мороженого». В то же время Эбед борется с мыслью о неизбежным окончания их обучения в Гриндейле, что заставляет его отправиться в ментальное «счастливое место», где показаны странные альтернативные реальности.                 |            |                                                                                              |                     |                                           |                 |             |                     |
| 73 | 2          | «Paranormal Parentage» «Паранормальное отцовство»                                            | Тристрам Шапиро     | Меган Ганц                                | 14 февраля 2013 | 403         | 2,76                |
| После того, как Пирс случайно запирается в комнате страха в собственном особняке, он просит учебную группу найти код, который откроет дверь в комнату и выпустит его. Группа исследует тёмный, страшный особняк, попутно раскрывая всевозможные секреты и странности жилища Пирса.                                                                             |            |                                                                                              |                     |                                           |                 |             |                     |
| 74 | 3          | «Conventions of Space and Time» «Конвенция пространства и времени»                           | Майкл Патрик Жанн   | Мэгги Бандур                              | 21 февраля 2013 | 404         | 3,08                |
| Учебная группа посещает конвент фанатов Инспектора Континуума. Эбед встречает фаната по имени Тоби (Мэтт Лукас), который становится причиной раскола дружбы Троя и Эбеда. В то время как Джефф флиртует с фанаткой женской версии Инспектора (Триша Хелфер), Энни фантазирует о романе с Джеффом после того, как сотрудники отеля называют её «миссис Уингер». |            |                                                                                              |                     |                                           |                 |             |                     |
| 75 | 4          | «Alternative History of the German Invasion» «Альтернативная история германского завоевания» | Стивен Цутида       | Бен Векслер                               | 28 февраля 2013 | 402         | 2,83                |
| Когда учебная группа начинает посещать курс европейской истории, они с ужасом узнают, что туда также будут ходить отвратительные немецкие студенты, с которыми Джефф и Ширли соревновались в кикер в прошлом году. В то же время в Гриндейл возвращается Ченг, представляется «Кевином» и заявляет, что у него амнезия (или «ченгнезия»).                      |            |                                                                                              |                     |                                           |                 |             |                     |
| 76 | 5          | «Cooperative Escapism in Familial Relations» «Совместный эскапизм в семейных отношениях»     | Тристрам Шапиро     | Стив Бэзилоун и Энни Мибэйн               | 7 марта 2013    | 405         | 3,29                |
| Джефф воссоединяется со своим отцом и знакомится со своим сводным братом. Ширли устраивает праздник по случаю Дня благодарения, собрав в своем доме всю учебную группу, кроме Бритты и Джеффу, которые остаются у отца Джеффа. Эбед рассказывает о времени, проведённом группой в доме Ширли в стиле «Побега из Шоушенка».                                     |            |                                                                                              |                     |                                           |                 |             |                     |
| 77 | 6          | «Advanced Documentary Filmmaking» «Расширенное документальное кино»                          | Джей Чандрашекхар   | Хантер Ковингтон                          | 14 марта 2013   | 408         | 2,58                |
| Эбед снимает документальный фильм о «ченгнезии» Бена Ченга, чтобы помочь Гриндейлу получить грант в 40.000$ от Неврологического института Макгаффина. Джефф публично поддерживает эту затею, однако сам продолжает тайно искать доказательства, что Ченг симулирует амнезию, не гнушаясь любыми средствами.                                                    |            |                                                                                              |                     |                                           |                 |             |                     |
| 78 | 7          | «Economics of Marine Biology» «Экономика биологии моря»                                      | Триша Брок          | Тим Саккардо                              | 21 марта 2013   | 406         | 2,95                |
| Декан Пелтон хочет, чтобы учебная группа «выловила кита» — надоумить ленивого и не сильно умного молодого человека с богатыми родителями поступать в колледж Гриндейл, чтобы потом ещё очень долгое время получать с него деньги за обучение. Тем временем Пирс отчаянно хочет подружиться с Джеффом и ведёт его в свою цирюльню.                              |            |                                                                                              |                     |                                           |                 |             |                     |
| 79 | 8          | «Herstory of Dance» «Её история танцев»                                                      | Тристрам Шапиро     | Джек Кукода                               | 4 апреля 2013   | 407         | 2,32                |
| Чтобы отвлечь внимание от закрытия питьевых фонтанчиков Центром по контролю и профилактике заболеваний, декан Пелтон организовывает танцы в стиле «Сэйди Хоукинс»; Бритта курирует танцы, но в знак протеста планирует устроить танцы в честь феминистки Сьюзен Б. Энтони, однако путает её с Софи Б. Хоукинс и теперь вынуждена делать танцы в честь неё.     |            |                                                                                              |                     |                                           |                 |             |                     |
| 80 | 9          | «Intro to Felt Surrogacy» «Изучение войлочных кукол»                                         | Тристрам Шапиро     | Джене Хонг                                | 11 апреля 2013  | 413         | 2,84                |
| После травмирующей поездки на воздушном шаре члены учебной группы не разговаривают друг с другом; декан Пелтон помогает группе смириться с произошедшим с помощью новой техники «кукольной терапии». Этот эпизод содержит несколько музыкальных номеров, а актёры озвучивают анимированных кукол.                                                              |            |                                                                                              |                     |                                           |                 |             |                     |
| 81 | 10         | «Intro to Knots» «Изучение узлов»                                                            | Тристрам Шапиро     | Энди Боброу                               | 18 апреля 2013  | 409         | 3,13                |
| Учебная группа проводит рождественскую вечеринку в квартире Джеффа. Энни тайком приглашает профессора Корнуоллиса (Малкольм Макдауэлл), чтобы получить хорошую оценку, однако, когда оцента падает до двойки, группа берёт профессора в заложники, чтобы вынудить поставить им четвёрку.                                                                       |            |                                                                                              |                     |                                           |                 |             |                     |
| 82 | 11         | «Basic Human Anatomy» «Основная анатомия человека»                                           | Бет МакКарти-Миллер | Джим Раш                                  | 25 апреля 2013  | 410         | 2,33                |
| Энни и Ширли хотят опередить выбившегося в отличники Леонарда и придумывают проект с серией баннеров. Трой и Эбед воспроизводят сцену из оригинальной «Чумовой пятницы» и якобы меняются телами. |            |                                                                                              |                     |                                           |                 |             |                     |
| 83 | 12         | «Heroic Origins» «Истоки героизма»                                                           | Виктор Нелли мл.    | Стив Бэзилоун, Энни Мибэйн и Мэгги Бандур | 2 мая 2013      | 412         | 2,67                |
| Эбед объединяет прошлое учебной группы и доказывает, что их жизнь всегда была связана с самого начала обучения. Ченг пытается навсегда уничтожить Гриндейл. |            |                                                                                              |                     |                                           |                 |             |                     |
| 84 | 13         | «Advanced Introduction to Finality» «Расширенное введение в финал»                           | Тристрам Шапиро     | Меган Ганц                                | 9 мая 2013      | 411         | 3,08                |
| Джефф набирает достаточно баллов, чтобы получить высшее образование и рассматривает возможные варианты своего будущего; самая тёмная реальность снова вступает в игру. |            |                                                                                              |                     |                                           |                 |             |                     |

### Сезон 5 (2014)
| № общий | № в сезоне | Название                                                                                                  | Режиссёр          | Автор сценария             | Дата премьеры   | Произв. код | Зрители в США (млн) |
| --- | ---------- | --- | ----------------- | -------------------------- | --------------- | ----------- | ------------------- |
| 85 | 1          | «Repilot» «Репилот»                                                                                       | Тристрам Шапиро   | Дэн Хармон и Крис МакКенна | 2 января 2014   | 501         | 3,49                |
| Джефф возвращается в Гриндейл через год после окончания колледжа, чтобы устранить возможность потенциального иска, угрожающего его практике. Там он узнаёт, что случилось с его друзьями из учебной группы после его отъезда. |            | |                   |                            |                 |             |                     |
| 86 | 2          | «Introduction to Teaching» «Введение в преподавание»                                                      | Джей Чандрашекхар | Энди Боброу                | 2 января 2014   | 502         | 3,49                |
| Джефф начинает преподавать в Гриндейле и повторяет уловки профессора Хики, с которыми делит кабинет. В то время как Джефф приспосабливается к новой должности, Эбед убеждает остальную часть учебной группы пойти на курс профессора Гаррити «Николас Кейдж — хороший или плохой актёр».                                                    |            | |                   |                            |                 |             |                     |
| 87 | 3          | «Basic Intergluteal Numismatics» «Основы годичной нумизматики»                                            | Тристрам Шапиро   | Эрик Соммерс               | 9 января 2014   | 505         | 3,58                |
| Джефф и Энни пытаются разобраться в деле «Попного бандита», который бросает монеты в штаны своих жертв. Хотя подозреваемый быстро схвачен, Джефф полагает, что, возможно, настоящий бандит всё ещё на свободе. Тем временем группа получает плохие новости об одном из своих.                                                               |            | |                   |                            |                 |             |                     |
| 88 | 4          | «Cooperative Polygraphy» «Совместная полиграфия»                                                          | Тристрам Шапиро   | Алекс Рубенс               | 16 января 2014  | 503         | 3,07                |
| Учебная группа проходит тест на полиграфе, так как это было указано в завещании Пирса. Вскоре все начинают ругаться, когда секреты каждого члена группы выплывают наружу; Трой принимает важное решение, чтобы выполнить один из пунктов завещания.                                                                                         |            | |                   |                            |                 |             |                     |
| 89 | 5          | «Geothermal Escapism» «Геотермальный эскапизм»                                                            | Джо Руссо         | Тим Саккардо               | 23 января 2014  | 504         | 3,02                |
| В честь последнего дня Троя в Гриндейле Эбед организует широкомасштабную игру в кампусе под названием «Пол — это лава». |            | |                   |                            |                 |             |                     |
| 90 | 6          | «Analysis of Cork-Based Networking» «Анализ работы доски объявлений»                                      | Тристрам Шапиро   | Моника Падрик              | 30 января 2014  | 506         | 3,01                |
| Энни и Хики решают улучшить Гриндейл, повесив доску объявлений, однако это казалось бы простое дело превращается в нескончаемую цепочку милостей. Тем временем остальная часть группы устраивает танцы, а Эбед начинает дружить с однокурсницей.                                                                                            |            | |                   |                            |                 |             |                     |
| 91 | 7          | «Bondage and Beta Male Sexuality» «Рабство и сексуальность бета-самца»                                    | Тристрам Шапиро   | Дэн Гутерман               | 27 февраля 2014 | 507         | 2,56                |
| Джефф помогает профессору Дункану в попытке завоевать любовь Бритты. Эбед и Хики ссорятся, после того, как Эбед случайно портит некоторые рисунки Хики, и Ченг оказывается втянут в загадку с призраком. |            | |                   |                            |                 |             |                     |
| 92 | 8          | «App Development and Condiments» «Разработка приложений и приправ»                                        | Роб Шрэб          | Джордан Блум и Паркер Дий  | 6 марта 2014    | 508         | 2,79                |
| Бета-тестирование приложения, которое позволяет людям оценивать других, превращает кампус в кастовое общество. |            | |                   |                            |                 |             |                     |
| 93 | 9          | «Videotapes Care and Educational Publishing» «Уход за видеокассетами и образовательное издательское дело» | Тристрам Шапиро   | Дональд Диего              | 12 марта 2014   | 509         | 2,77                |
| Джефф, Ширли и Хики обнаруживают большой запас неиспользуемых учебников, но вскоре, решая, как их лучше продать, обращаются друг против друга. Тем временем Энни и Эбед решают, что им нужен новый сосед по квартире; они играют в старую VCR-игру, в стиле дикого запада, чтобы выбрать, между братом Энни Энтони и подругой Эбеда Рэйчел. |            | |                   |                            |                 |             |                     |
| 94 | 10         | «Advanced Advanced Dungeons & Dragons» «Подземелья и драконы для особо продвинутых»                       | Джо Руссо         | Мэтт Роллер                | 20 марта 2014   | 510         | 3,32                |
| Учебная группа играет в «Подземелья и драконы», чтобы профессор Хики смог воссоединиться со своим отчужденным сыном Хэнком (Дэвид Кросс). |            | |                   |                            |                 |             |                     |
| 95 | 11         | «G.I. Jeff» «Джефф-солдат»                                                                                | Роб Шрэб          | Дино Стаматопулос          | 3 апреля 2014   | 513         | 2,50                |
| Вся группа становятся персонажами классического мультфильма «Джо-солдат» 1980-х годов. |            | |                   |                            |                 |             |                     |
| 96 | 12         | «Basic Story» «Основа истории»                                                                            | Джей Чандрашекхар | Кэрол Колб                 | 10 апреля 2014  | 512         | 2,56                |
| Когда Гриндейл оценивается как актив вместо обязательства, школьный совет немедленно решает продать его в компании Subway. Эбед, Энни и декан находят секрет, который может спасти колледж, а Джефф в этой ситуации должен выбирать, кому принадлежит его преданность.                                                                      |            | |                   |                            |                 |             |                     |
| 97 | 13         | «Basic Sandwich» «Основа сэндвичей»                                                                       | Роб Шрэб          | Райан Ридли                | 17 апреля 2014  | 511         | 2,87                |
| Когда часы до официальной продажи Гриндейла на исходе, группа ищет скрытую лабораторию первого декана школы, полагая, что там есть сокровище, которое может спасти школу. |            | |                   |                            |                 |             |                     |

### Сезон 6 (2015)
| № общий | № в сезоне | Название | Режиссёр              | Автор сценария             | Дата премьеры  | Произв. код |
| --- | ---------- | --- | --------------------- | -------------------------- | -------------- | ----------- |
| 98 | 1          | «Ladders» «Лестницы»                                                                                            | Роб Шрэб              | Дэн Хармон и Крис МакКенна | 17 марта 2015  | 602         |
| Декан Пелтон нанимает Франческу «Фрэнки» Дарт (Пэйджет Брюстер) в качестве консультанта, чтобы помочь улучшить Гриндейл, но её метод ведения дел создает напряженность в кампусе. |            | |                       |                            |                |             |
| 99 | 2          | «Lawnmower Maintenance and Postnatal Care» «Техническое обслуживание газонокосилки и послеродовой уход»         | Джим Раш и Нат Факсон | Алекс Рубенс               | 17 марта 2015  | 601         |
| Бритта обнаруживает, что её родители тайно помогают ей в финансово. В то же время Дин становится одержимым дорогой системой виртуальной реальности, Джефф ищет изобретателя, а Элрой Паташник (Кит Дэвид) возвращает деньги.                                                                                              |            | |                       |                            |                |             |
| 100 | 3          | «Basic Crisis Room Decorum» «Основы приличий в кризисной комнате»                                               | Бобкэт Голдтуэйт      | Моника Падрик              | 24 марта 2015  | 605         |
| Когда Городской колледж планирует вновь насолить Гриндейлу, выпустив объявление, утверждающее, что Гриндейл дал собаке учёную степень, группа ищет наилучший способ с этим справиться. |            | |                       |                            |                |             |
| 101 | 4          | «Queer Studies and Advanced Waxing» «Исследование нетрадиционной ориентации и продвинутое актёрское мастерство» | Джим Раш и Нат Факсон | Мэтт Лоутон                | 31 марта 2015  | 603         |
| Декану предлагают должность в совете колледжа, но только из-за того, что он гей. Ченг отправляется на прослушивание в театральную версию «Парня-каратиста», а Эбед и Элрой пытаются наладить в колледже Wi-Fi. |            | |                       |                            |                |             |
| 102 | 5          | «Laws of Robotics and Party Rights» «Законы робототехники и правила вечеринок»                                  | Роб Шрэб              | Дин Янг                    | 7 апреля 2015  | 604         |
| Заключенные посещают Гриндейл с помощью роботов для телеприсутствия, Бритта манипулирует Эбедом, чтобы устроить вечеринку, идущую вразрез с правилами Энни. |            | |                       |                            |                |             |
| 103 | 6          | «Basic Email Security» «Основы безопасности электронных сообщений»                                              | Джей Чандрашекхар     | Мэтт Роллер                | 14 апреля 2015 | 606         |
| Хакер угрожает опубликовать электронные письма, если запланированное выступление расистского комика (Джея Чандрашекхара) не будет отменено. |            | |                       |                            |                |             |
| 104 | 7          | «Advanced Safety Features» «Продвинутые функции безопасности»                                                   | Роб Шрэб              | Кэрол Колб                 | 21 апреля 2015 | 607         |
| Декан оказывается очень восприимчивым к партизанской маркетинговой кампании бывшего бойфренда Бритты, Рика, который теперь работает в Honda. Гриндейл проводит танцы для выпускников и нанимает группу «Натали замерзает» для выступления; выясняется, что Элрой когда-то встречался с солисткой группы Джули (Лиза Лоб). |            | |                       |                            |                |             |
| 105 | 8          | «Intro to Recycled Cinema» «Введение в переработанное кино»                                                     | Виктор Нелли мл.      | Клэй Лапари                | 28 апреля 2015 | 608         |
| Когда реклама с Ченгом становится вирусным видео, учебная группа пытается нажиться, вставляя единственную отснятую с Ченгом сцену для полицейской драмы в снимаемый на скорую руку научно-фантастический фильм. |            | |                       |                            |                |             |
| 106 | 9          | «Grifting 101» «Мошенничество 101»                                                                              | Роб Шрэб              | Райан Ридли                | 5 мая 2015     | 609         |
| Когда учебную группу обманывает аферист, преподающий в Гриндейле, они придумывают план ответной аферы. |            | |                       |                            |                |             |
| 107 | 10         | «Basic RV Repair and Palmistry» «Основы ремонта автофургонов и хиромантия»                                      | Джей Чандрашекхар     | Дэн Гатерман               | 12 мая 2015    | 610         |
| Группа совершает поездку в доме на колёсах, принадлежащем Элрою, чтобы доставить огромную руку из стеклопластика, которую Фрэнки вынудила декана Пелтона продать; Эбед представляет эту поездку как заполненный флешбэками фильм.                                                                                         |            | |                       |                            |                |             |
| 108 | 11         | «Modern Espionage» «Современный шпионаж»                                                                        | Роб Шрэб              | Марк Стигманн              | 19 мая 2015    | 611         |
| Инициатива Фрэнки «Чистый Гриндейл» выводит запрещённый пейнтбол на территории колледжа из тени, когда группа пытается обнаружить личность таинственного убийцы. |            | |                       |                            |                |             |
| 109 | 12         | «Wedding Videography» «Свадебная видеосъёмка»                                                                   | Адам Дэвидсон         | Бриггс Хаттон              | 26 мая 2015    | 612         |
| Группа посещает свадьбу Гаррета, в то время как Эбед снимает церемонию для своего нового документального фильма. |            | |                       |                            |                |             |
| 110 | 13         | «Emotional Consequences of Broadcast Television» «Эмоциональные последствия вещательного телевидения»           | Роб Шрэб              | Дэн Хармон и Крис МакКенна | 2 июня 2015    | 613         |
| После шести лет в Гриндейле учебная группа представляет себе, каким будет их гипотетический седьмой сезон, при обсуждая возможности перемен в жизни. |            | |                       |                            |                |             |